# 地球温暖化政策財団
地球温暖化政策財団（ちきゅうおんだんかせいさくざいだん、英語: Global Warming Policy Foundation (GWPF)）は、人為的要因による地球温暖化を緩和するために政府が想定している「極めて有害で損害を与える政策」に異議を唱えることを目的としたイギリスのロビー団体である。GWPFは地球温暖化に対する懐疑論を展開している化石燃料ロビーだが、慈善団体として登録している。
慈善団体として登記しているため出資元を公開する義務はなく、情報公開要求も複数回拒否しており、実態は不明である。しかし、化石燃料業界や地球温暖化懐疑団体に出資している団体から資金を受けていることが報告されている。

## 概要

### 歴史
2009年11月、元財務大臣のナイジェル・ローソンを会長に設立された。理事は社会人類学者のベニー・パイザー、会長は起業家のテレンス・モーダントが務めている。いずれも地球温暖化懐疑論者として知られている。
2013年6月、ガーディアン紙のボブ・ウォードは、GWPFが「英国や海外の気候政策に反対するキャンペーンの一環として、気候変動に関する不正確で誤解を招く情報を執拗に流布」しており、これは慈善団体の地位の乱用であると主張し、慈善委員会に正式な苦情を提出した。
2014年、慈善委員会は、GWPFが気候変動報道において公平性に関する規則に違反し、事実と意見を曖昧にし、偏向を誘導していると裁定を下した。これを受け、GWPFは、既存の組織と並行してロビー活動を行うための非慈善団体を設立し、その名称を「地球温暖化政策フォーラム」とした。GWPフォーラムは、GWP財団の100％傘下である。
2021年、ネットゼロおよび再生可能エネルギーに否定的なサイト「Net Zero Watch」を設置した。このサイトにはCOP26の開催中止要求も掲載されていた。

### 資金源
上述したように、慈善団体として登記しているため出資元を公開していないため、詳細は不明である。しかし、エネルギー企業から出資されていないと説明しているにもかかわらず、化石燃料関連業界からの出資を受けている自由市場主義シンクタンクのInstitute of Economic Affairsとつながりがある2名の個人(Neil Record、Nigel Vinson)からの出資が明らかになった。また、多数の地球温暖化懐疑団体に出資しているドナーズ・トラストからも資金を受けていることが報告されている。

### 日本への影響
経団連系の産業界に近い人物が多く在籍するNPO法人国際環境経済研究所のウェブサイトにおいて、GWPFの記事が翻訳・掲載されている。GWPFの気候変動に関する記事は山形浩生により邦訳され、キヤノングローバル戦略研究所の杉山大志の解説が加えられるなど、日本の気候変動懐疑論者に影響を与えている。

## 活動
組織の最初の活動は、2009年11月に起きた気候研究ユニット・メール流出事件の追求である。事件発生当初、地球温暖化人為論の根拠が捏造されたものであるかのような報道をされたことで懐疑論者は色めき立ち、その一端が、ローソン会長が独立調査を要求したGWPFであった。しかし、すぐにメール内容に問題がないことが判明し、2010年4月には問題なしで終結し、逆に問題の捏造だと攻撃者は批判された。GWPFにおいても、英気象庁に調査要求を却下された。
2009年11月にGWPFのウェブサイトが開設された際、ウェブサイトの各ページのロゴグラフィックに使われている「21世紀の世界平均気温」のグラフは、選択された2001年から2008年までの期間において緩やかに低下していることを示していた。タイムズのハナー・デブリンはグラフ値の誤りを見つけるとともに、もし2000年から2009年までの期間が選ばれていれば、気温の低下ではなく、上昇が示されただろうと指摘した。また、ガーディアンのボブ・ウォードもグラフの誤りを指摘し、20世紀の気温の傾向を省くことで、歴代最高気温年トップ10のうち8年が今世紀であるという事実を覆い隠していると述べた。これを受けGWPFは「グラフィックデザイナーによる小さなミス」と弁明し、修正された。
公式サイトには、数多くの人為的な地球温暖化とその影響に関する科学的知見に否定的な記事が掲載されている。それらの内容には指摘もなされている。例えば、地球温暖化の予測シミュレーションに用いられる気候モデルが、過去の対流圏（地表から数キロ上空）の気温上昇を大幅に過大評価しているという記事が2018年に掲載された。記事の内容は査読論文に基づいていたが、その論文自体に恣意的な文面が見られるとの指摘を気象学者がしている。